# Lars Becker-Larsen
Lars Becker-Larsen (født 27. marts 1957 i Vordingborg) er dansk dokumentarfilminstruktør, der er mest kendt for sine populærvidenskabelige dokumentarfilm.
Lars Becker-Larsens seneste film Den forunderlige kvanteverden (en: Taming the Quantum World) fra 2013 beskriver, hvorledes en række europæiske forskere arbejder på at udnytte kvantefysikkens gådefulde fænomener til at skabe fremtidige kvantecomputere. Filmen indgår i fejringen af 100-året for Niels Bohrs atommodel. Den vandt i 2014 juryens special-pris ved European Science TV & New Media Festival i Lisabon. 
Hans forrige film Den bevægede jord fra 2009 er beretningen om, hvordan nogle få mænd og deres tanker kunne få altafgørende betydning for hele vores moderne verden. Nikolaj Kopernikus foreslog i 1543, at Jorden er en planet i kredsløb om Solen. Denne kontroversielle påstand gjorde op med forestillingen om Jorden som universets ubestridte centrum.
Filmen skildrer, hvordan videnskabsmænd som Tycho Brahe, Galilei og Newton skaber et helt nyt verdensbillede og tager de første skridt til den moderne naturvidenskab. Filmen var det første danske bidrag til UNESCOs Year of Astronomy 2009.
Lars Becker-Larsens instruerede tidligere filmen Københavnerfortolkningen (2004), der tog udgangspunkt i Niels Bohr og Albert Einsteins modstridende fortolkninger af kvantefysikken. Filmen fik hovedprisen som bedste europæiske videnskabelige film på den Europæiske Filmfestival i Wien i 2007, og prisen som bedste undervisningsfilm på den tjekkiske Techfilm Festival i 2005. Lars Becker-Larsen rejste rundt i Danmark med Københavnerfortolkningen, hvor omkring 8.000 mennesker så filmen og deltog i den efterfølgende debat.
Derudover har Lars Becker-Larsen instrueret Teorien om alting (1998) og Kvantefysikkens lære (1991). Lars Becker-Larsen instruerede sin første film Atomfysik og virkelighed i 1985.